# Стоцкий, Андрей Русланович
Андрей Русланович Стоцкий (род. 16 апреля 1995, Челябинск) — российский боксёр-любитель и профессионал, выступающий в первой тяжёлой, в тяжёлой и в супертяжёлой весовых категориях. Мастер спорта России международного класса (2012), член сборной России по боксу (2021—н.в.), чемпион России (2021), бронзовый призёр Всероссийской Спартакиады (2022), победитель командного Кубка России (2021), чемпион мира среди молодёжи (2012), многократный победитель и призёр международных и всероссийских турниров в любителях.
Лучшая позиция по рейтингу BoxRec — 119-я (июнь 2024) и являлся 9-м среди российских боксёров первой тяжёлой весовой категории, — входя в ТОП-120 лучших крузервейтов всего мира.

## Любительская карьера
Воспитанник Детско-юношеской спортивной школы олимпийского резерва «Алмаз» города Челябинска. Тренер — Георгий Рубцов.

### 2012 год
В декабре 2012 года в Ереване (Армения) стал молодёжным чемпионом мира, в категории до 91 кг, где в полуфинале победил австралийца Джея Опетая, а затем в финале поляка Павела Вержбицкого.

### 2018—2019 годы
В мае 2018 года в Копейске (Челябинская область) стал победителем в весовой категории до 91 кг 50-го Всероссийского турнира памяти дважды Героя Советского Союза С. В. Хохрякова.
В ноябре 2019 года участвовал на чемпионате России проходившем в Самаре в весовой категории свыше 91 кг, где он в первом раунде соревнований победил Илью Руденко, но в 1/8 финала соревнований раздельным решением судей проиграл Ярославу Дороничеву — который в итоге стал бронзовым призёром чемпионата России 2019 года.

### 2020—2021 годы
В сентябре 2020 года вместе со сборной командой УФО завоевал бронзовую медаль командного Кубка России по боксу прошедшего в Ижевске. Где в последнем раунде соревнований — в борьбе за бронзовые медали единогласным решением судей он победил Алексея Дронова из команды СКФО в весовой категории свыше 91 кг.
В начале декабре 2020 года в Оренбурге участвовал в чемпионате России в категории свыше 91 кг борясь за место в составе национальной сборной для участия в квалификационном отборочном турнире на Олимпийские игры в Токио. Но там он в 1/8 финала единогласным решением судей (0-5) проиграл Святославу Тетерину — который в итоге стал серебряным призёром чемпионата России 2020 года.
В апреле 2021 года завоевал бронзу в весе свыше 91 кг на международном турнире «Кубок Губернатора Санкт-Петербурга», в полуфинале проиграв будущему Олимпийскому чемпиону 2020 года, опытному узбекскому боксёру Баходиру Жалолову, — который в итоге стал победителем данного турнира.
В июне 2021 года вместе со сборной командой УФО стал победителем командного Кубка России по боксу прошедшего в Екатеринбурге, хотя в финале он единогласным решением судей проиграл бой Георгию Кушиташвили из команды ЦФО в весовой категории до 91 кг.
В начале сентября 2021 года в Кемерово стал чемпионом России в категории до 92 кг. Где в 1/8 финала победил по очкам Владислава Кузнецова, в четвертьфинале он по очкам победил Сергея Слободяна, в полуфинале единогласным решением судей победил Тимура Гамзатова, и в финале единогласным решением судей победил опытного Владимира Узуняна.
В конце октября 2021 года, в Белграде (Сербия) участвовал на чемпионате мира в категории до 92 кг. Где в 1/16 финала проиграл по очкам раздельным решением судей (счёт: 1:4) чемпиону Азии индусу Санджиту Санджиту.

### 2022 год
В августе 2022 года, в Москве стал бронзовым призёром в категории до 92 кг Всероссийской Спартакиады между субъектами РФ по летним видам спорта среди сильнейших спортсменов, где он в четвертьфинале единогласным решением судей победил Антона Зайцева, но затем в полуфинале единогласным решением судей проиграл опытному Ярославу Дороничеву из ХМАО-Югра.
В конце сентября 2022 года в Чите неудачно стартовал на чемпионате России в категории до 92 кг, где в 1/16 финала соревнований в конкурентном бою по очкам единогласным решением судей (0:5) опять проиграл бывшему чемпиону России Ярославу Дороничеву.

## Происшествия
26 января 2024 в Челябинске боксер получил травмы после того, как мужчина выстрелил в него из травматического пистолета. Ранее нападавший и потерпевший были знакомы а момент происшествия зафиксирован на видео. Инцидент произошел ночью. Сейчас боксер находится в больнице с незначительными повреждениями ноги.

## Профессиональная карьера
23 декабря 2022 года состоялся его профессиональный дебют, когда он досрочно техническим нокаутом во 2-м раунде победил опытного соотечественника Дениса Царюка (13-7).
3 марта 2023 года в Ереване (Армения) досрочно техническим нокаутом во 2-м раунде победил опытного узбека Равшанбека Джаббарова (11-7-1).
12 мая 2023 года в Челябинске (Россия) досрочно техническим нокаутом в 1-м раунде победил соотечественника Максима Чемезова (14-2-1).
19 июня 2023 года в Самаре (Россия) в вечере профессионального бокса «Olimpbet Кубок на Волге» победил в шестираундовом бою нигерийца Остина Ннамди (6-3). Первые три раунда Стоцкий имел преимущество за счет джеба и передвижения. Во второй половине (4,5,6 раунды) устал и провёл слабо. Судьи выставили единогласное решение.
11 мая 2024 года в Челябинске (Россия) в главном бою вечера «УралБоксПромоушн» победил по очкам небитого иранца Сейдсина Галебанди (4-0) по очкам: 40—34, 39—35, 39—35. Галебанди два раза оказывался на полу во втором раунде
16 ноября 2024 года в Челябинске (Россия) вечере профессионального бокса «Битва на Урале» Стоцкий боксировал с 26-летним иранцем Мейсамом Гашляги (4-1-0, 3 КО) и завершил бой вничью большинством голосов: 59—55,  57-57 дважды.

## Статистика профессиональных боёв
В таблице перечислены результаты всех поединков боксёров.
В каждой строке указан результат поединка. Дополнительно номер поединка обозначен цветом, который обозначает итог поединка. Расшифровка обозначений и цветов представлена в нижеследующей таблице.
| Пример | Расшифровка                     |
| ------ | ------------------------------- |
|        | Победа                          |
|        | Ничья                           |
|        | Поражение                       |
|        | Планируемый поединок            |
|        | Поединок признан несостоявшимся |
| КО     | Нокаут                          |
| ТКО    | Технический нокаут              |
| PTS    | Решение судей (по очкам)        |
| UD     | Единогласное решение судей      |
| MD     | Решение большинства судей       |
| SD     | Раздельное решение судей        |
| RTD    | Отказ от продолжения боя        |
| DQ     | Дисквалификация                 |
| NC     | Поединок признан несостоявшимся |

| 6 боев, 5 побед (3 нокаутом), 1 ничья. | 6 боев, 5 побед (3 нокаутом), 1 ничья. | 6 боев, 5 побед (3 нокаутом), 1 ничья. | 6 боев, 5 побед (3 нокаутом), 1 ничья. | 6 боев, 5 побед (3 нокаутом), 1 ничья.              | 6 боев, 5 побед (3 нокаутом), 1 ничья. | 6 боев, 5 побед (3 нокаутом), 1 ничья. |
| Бой                                    | Рекорд                                 | Дата боя                               | Соперник                               | Место проведения боя                                | Раундов, время                         | Дополнительно                          |
| -------------------------------------- | -------------------------------------- | -------------------------------------- | -------------------------------------- | --------------------------------------------------- | -------------------------------------- | -------------------------------------- |
| 4                                      | 4-0                                    | 19 июня 2023                           | Остин Ннамди (6-3)                     | МТЛ Арена, Самара, Самарская область, Россия        | UD 6 (6)                               |                                        |
| 3                                      | 3-0                                    | 12 мая 2023                            | Максим Чемезов (14-2-1)                | ДС «Юность», Челябинск, Челябинская область, Россия | TKO 1 (6), 2:59                        |                                        |
| 2                                      | 2-0                                    | 3 марта 2023                           | Равшанбек Джаббаров (11-7-1)           | СК им. Карена Демирчяна, Ереван, Армения            | TKO 2 (6), 1:10                        |                                        |
| 1                                      | 1-0                                    | 23 декабря 2022                        | Денис Царюк (13-7)                     | ДС «Юность», Челябинск, Челябинская область, Россия | TKO 2 (4), 0:11                        | Дебют в профессиональном боксе.        |

## Спортивные результаты

### В любителях
- Чемпионат мира среди молодёжи 2012 — ;
- Командный Кубок России по боксу 2020 года — ;
- Командный Кубок России по боксу 2021 года — ;
- Чемпионат России по боксу 2021 — ;
- Всероссийская спартакиада 2022 года — .